# صنایع لیتون
صنایع لیتون (انگلیسی: Litton Industries) شرکت هوافضای آمریکایی است، که در سال ۱۹۵۳ تأسیس شد.